# Jolanta Januchta
Jolanta Januchta (née le 16 janvier 1955 à Bielsko-Biała) est une athlète polonaise, spécialiste du 800 mètres.

## Biographie

### Palmarès
| Date | Compétition                    | Lieu         | Résultat | Épreuve   | Performance   |
| ---- | ------------------------------ | ------------ | -------- | --------- | ------------- |
| 1980 | Championnats d'Europe en salle | Sindelfingen | 1re      | 800 m     | 2 min 00 s 6  |
| 1980 | Jeux olympiques                | Moscou       | 6e       | 800 m     | 1 min 58 s 25 |
| 1980 | Jeux olympiques                | Moscou       | 6e       | 4 x 400 m | 3 min 27 s 9  |
| 1981 | Coupe du monde des nations     | Rome         | 3e       | 800 m     | 1 min 58 s 32 |
| 1982 | Championnats d'Europe en salle | Turin        | 3e       | 800 m     | 2 min 01 s 24 |
| 1982 | Championnats d'Europe          | Athènes      | 4e       | 800 m     | 1 min 57 s 92 |

### Records
| Épreuve    | Performance   | Lieu     | Date         |
| ---------- | ------------- | -------- | ------------ |
| 400 mètres | 52 s 53       | Varsovie | 16 août 1982 |
| 800 mètres | 1 min 56 s 95 | Budapest | 11 août 1980 |